# 单性生殖

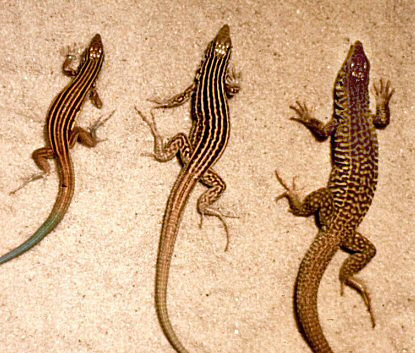
中间为单性生殖的只有雌性个体的物种新墨西哥鞭尾蜥（Cnemidophorus neomexicanus），两边为有性生殖的物种，左为雄性小斑纹鞭尾蜥（C. inornatus），右为雌性西部鞭尾蜥（C. tigris）。新墨西哥鞭尾蜥为二者自然杂交产生的物种。

单性生殖，又称为孤雌生殖（Parthenogenesis），是雌性动物或植物的卵子，不经过受精过程，而单独发育成后代的生殖方式，屬於無性生殖，但仍與一般无性生殖稍有區別。
单性生殖一般发生在多种植物和无脊椎动物中，但也有一些脊椎动物如某些爬行动物（如钩盲蛇、红尾蚺、科摩多巨蜥、哀鳞趾虎、新墨西哥鞭尾蜥），在一些特殊的鸟类（加州神鷲）和鲨鱼物種（如窄头双髻鲨、条纹斑竹鲨、黑边鳍真鲨）中也会出现。如水蚤、蜜蜂、蒲公英和一些禾类中，这些现象为“天然单性生殖”，人为的刺激未受精卵发育，成为“人工单性生殖”，曾经实验过将蚕、青蛙、番茄等成功地进行单性生殖，可以完整地保留母体性状。雄性小火蟻是唯一不須與雌性基因結合，可以繁殖自身後代的雄性物種。北美甚至變異出可以向其他雄性提取片段基因或單條染色體用來豐富自己後代基因多樣性的孤雌生殖鈍口螈。

## 产雄孤雌生殖
单性生殖的后代如果全为雄性，称为“产雄单性生殖”或“产雄孤雌生殖”，例如蜜蜂产育雄蜂、秋季後的蚜虫繁殖，就是一种产雄单性生殖，科莫多龍亦然；如果后代全为雌性，称为“产雌单性生殖”或「产雌孤雄生殖」，例如夏季的蚜虫繁殖，新墨西哥鞭尾蜥的繁殖等。